# Quinto (álbum de António Zambujo)
Quinto é o quinto álbum de estúdio de António Zambujo. Editado em 2012, pelo grupo Universal, é considerado o primeiro disco do músico a ter sucesso comercial. Alcançou a marca da dupla platina e esteve 125 semanas na tabela de álbuns mais vendidos em Portugal.